# Johan Simonsson Knubb
Johan Simonsson Knubb, född omkring 1678, död 5 mars 1740 i Koskeby, Vörå socken, var en svensk kyrkobyggare, nämndeman, häradstolvman och hemmansägare i den östra rikshalvan.

## Biografi
Hemgården hade redan på 1670-talet underställts kronan på grind av utebliven skattebetalning. Men genom sin skicklighet räddades hemmanet åt släkten. Där lever han med sin familj och sin bror Thomas till 1714. Då brodern drar ut i striderna i Napue, Storkyro. Brodern och Simon överlever den Stora ofreden. När ofreden är slut blir han kyrkvärd. Vid det laget var han redan en uppskattad byggmästare. Han hade byggt flera vattenkvarnar i Vörå. Det är okänt var han gått i lära. Men det fanns en kyrkobyggartradition inom släkten Knubb via byggaren Matts Mattson Knubb, som dock inte direkt kan ha lärt upp Johan på grund av åldersskillnaden.

## Familj
Johan Knubbs föräldrar var Simon Tomasson Knubb och hustrun Lisa Johansdotter. Han gifte sig med Margareta Mickelsdotter Sandman / Mannil. De fick åtminstone sju barn.

## Kyrkor
- Kajana kyrka från 1719 kan eventuellt vara hans bygge
- Paltaniemi kyrka byggdes 1726
- Jakobstads kyrka bygget inledde 1729
- Nykarleby kyrka 1730
- Närpes kyrka utvidgning 1734 och 1739
- S:ta Birgitta kyrka, Lappfjärd 1735, renovering och utvidgning efter Stora ofreden.[2]

## Klockstaplar
- Östermarks kyrkas klockstapel 1724.[2]